# Franz Gehle
Franz Leopold Gehle (* 2. August 1841 in Brakel; † 6. Mai 1895 in Erkelenz) war ein preußischer Landrat und Historiker.

## Leben
Der katholische Franz Gehle war ein Sohn des Landwirts Anton Gehle († 1852) und dessen Ehefrau Barbara, geb. Evers († 1853). Nach dem Besuch eines Gymnasiums in Paderborn und der abgelegten Reifeprüfung im Jahr 1862 absolvierte er ein Studium der Geschichte an der Akademie Münster, sowie an den Universitäten Bonn, München, Wien und Brüssel. Im Jahr 1866 wurde er in Bonn mit seiner Dissertationsschrift De S. Bernwardi, episcopi Hildescheimensis, vita et rebus gestis zum Dr. phil promoviert. 1870/71 nahm er als Zivilist an einem Feldzug teil und im Dezember 1870 wurde er Generalsekretär bei der Präfektur Beauvais. Ab 1871 war er als Hilfsarbeiter bei der Präfektur der Polizeidirektion Metz beschäftigt. Parallel dazu absolvierte er von 1873/74 ein Studium der Rechtswissenschaften an der Universität Straßburg. Im Juni 1874 war er wieder Hilfsarbeiter bei der Kreisdirektion Straßburg und am 17. September 1874 wurde er Assessor bei der Verwaltung von Elsaß-Lothringen, sowie kommissarischer Kreisassessor in Château-Salins. 1878/79 wurde er vertretungsweise mit der Verwaltung des Landratsamtes des Kreises Waldbröl betraut. Am 1. Oktober 1879 wurde er zunächst kommissarischer Oberamtmann in Hechingen, dem am 14. Juni 1880 die definitive Ernennung folgte. Von 1881 bis 1885 war er Landrat des Landkreises Daun sowie von 1885 bis 1895 Landrat des Kreises Erkelenz, wo er 1895 unverheiratet geblieben im Dienst verstarb.

## Auszeichnungen
- 1891: Roter Adlerorden 4. Klasse